# Catharina Oostfries
Catharina Oostfries, o Trijntje Sieuwerts (Nieuwkoop, 1636–Alkmaar, 13 de noviembre de 1708) fue una pintora de vidrio neerlandesa del siglo de oro neerlandés.

## Biografía
Según Arnold Houbraken se dedicó al dibujo y la pintura durante más de setenta años.
Según el Rijksbureau voor Kunsthistorische Documentatie era hija de Siewert Oostvries, y fue conocida también como Trijntje Siewerts. Aprendió de su hermano mayor Jozef Oostfries, un pintor de vidrio muy respetado en Hoorn.
Contrajo matrimonio con un pintor también de vidrio Claes Pietersz van der Meulen, y su hijo Sieuwert van der Meulen siguió la tradición familiar de dedicarse a la pintura.  Su hermana Heiltje se casó con el pintor Jan Slob, quién había sido un alumno de su hermano.